# Glen Sharpley
Glen Stuart Sharpley (* 6. September 1956 in York, Ontario) ist ein ehemaliger kanadischer Eishockeyspieler, der im Verlauf seiner aktiven Karriere zwischen 1973 und 1987 unter anderem 416 Spiele für die Minnesota North Stars und Chicago Black Hawks in der National Hockey League (NHL) auf der Position des Centers bestritten hat. Seinen größten Karriereerfolg feierte Sharpley, dessen NHL-Karriere durch eine schwerwiegende Augenverletzung zu einem frühen Ende kam, allerdings im Trikot der kanadischen Nationalmannschaft mit dem Gewinn der Bronzemedaille bei der Weltmeisterschaft 1978.

## Karriere
Sharpley verbrachte seine Juniorenzeit zwischen 1973 und 1976 bei den Festivals de Hull in der Ligue de hockey junior majeur du Québec (LHJMQ), nachdem er in der Saison 1972/73 für die Richmond Hill Rams in der zweiten Division der Ontario Hockey Association (OHA-B) gespielt hatte. Bei den Festivals de Hull entwickelte sich der Stürmer im Verlauf der drei Spielzeiten zu einem Führungsspieler, der das Team in seinem letzten Jahr gar als Mannschaftskapitän aufs Eis führte. Mit seinen 134 Scorerpunkten war er unangefochtener Topscorer der Mannschaft und schaffte es in dieser Wertung in der gesamten Liga auf den fünften Rang. Mit seinen 60 Saisontoren lag er ebenfalls unter den zehn besten Spielern der Liga und wurde folglich ins First All-Star Team der West Division berufen. Nach der Spielzeit wurde das 19-jährige Talent im NHL Amateur Draft 1976 bereits an der dritten Gesamtposition hinter Rick Green und Blair Chapman von den Minnesota North Stars aus der National Hockey League (NHL) ausgewählt. Ebenso wurde er an gleicher Stelle von den Cleveland Crusaders aus der zu dieser Zeit mit der NHL konkurrierenden World Hockey Association (WHA) im WHA Amateur Draft 1976 gezogen. Diesmal wurden ihm abermals Chapman und Peter Marsh vorgezogen.
Zur Saison 1976/77 wechselte der Angreifer umgehend in die NHL zu den North Stars und absolvierte dort als Rookie eine erfolgreiche Spielzeit. Seine 57 Scorerpunkte – zugleich sein Karrierebestwert – ließen ihn unter allen Rookies den drittbesten Wert vorweisen und auch teamintern lag Sharpley in dieser Statistik auf dem dritten Rang. Auch in den folgenden beiden Spielzeiten erreichte der Offensivspieler über 50 Punkte. Diese Serie riss aber im Spieljahr 1979/80, als er aufgrund einer Knieverletzung ab Februar 1980 bis in die Stanley-Cup-Playoffs 1980 hinein ausfiel und so nur 51 Partien in der regulären Saison bestritt, in denen ihm allerdings 47 Punkte gelangen. Eine ähnliche Quote wies er auch zu Beginn der Saison 1980/81 auf, in der er Ende Dezember 1980 im Tausch für Ken Solheim und ein Zweitrunden-Wahlrecht im NHL Entry Draft 1981 an die Chicago Black Hawks abgegeben wurde.
Mit dem Wechsel nach Chicago nahm Sharpleys Offensivproduktion langsam ab. Überschattet wurde die Zeit bei den Black Hawks aber von einer schweren Augenverletzung, die im Dezember 1981 durch den Schläger von Darren Veitch verursacht wurde. Trotz deutlich eingeschränkter Sehkraft auf dem linken Auge gelang dem Kanadier nach dreimonatiger Verletzungspause und zahlreicher Tests ein erfolgreiches Comeback. In den Stanley-Cup-Playoffs 1982 sammelte er in 15 Einsätzen neun Punkte. Darunter befanden sich sechs Tore. Dennoch verweigerten ihm die Ärzte in der Folge, die Erlaubnis seine Karriere unter Berücksichtigung der Schwere der Verletzung in der NHL fortzusetzen. Mit Ausnahme eines kurzen Gastspiels beim EHC Arosa aus der Schweizer Nationalliga A im Verlauf der Saison 1983/84 setzte der Mittelstürmer drei Jahre lang aus und arbeitete für die Northwest Orient Airlines in Minneapolis.
Erst zur Saison 1985/86 fand Sharpley in den Pittsburgh Penguins aus der NHL ein Franchise, dass ihm die Fortsetzung seiner Profikarriere ermöglichte und ihm einen Probevertrag anbot. Er kam allerdings zu lediglich sieben Einsätzen für das Farmteam Baltimore Skipjacks in der American Hockey League (AHL) und wurde, nachdem ihm dabei drei Torvorlagen gelungen waren, wieder entlassen. Daraufhin schloss sich der Stürmer den Peoria Rivermen aus der International Hockey League (IHL) an, bei denen er mit 63 Punkten in 50 Saisonspielen ein abermals erfolgreiches Comeback feierte. Zum folgenden Spieljahr verblieb er in der IHL und war dort für die Salt Lake Golden Eagles aktiv. Diese verließ er allerdings noch während der laufenden Saison und wechselte nach Europa. Dort bestritt er für den schottischen Klub Dundee Rockets einige Spiele in der British Hockey League (BHL), ehe der 30-Jährige seine Karriere für beendet erklärte. 

### International
Für sein Heimatland spielte Sharpley bei der Weltmeisterschaft 1978 in der tschechoslowakischen Landeshauptstadt Prag im Trikot der kanadischen Nationalmannschaft. Dabei konnte er mit den Kanadiern die Bronzemedaille gewinnen, wozu der Center in zehn Turnierspielen ein Tor selbst erzielte und weitere drei Torvorlagen beisteuerte.

## Erfolge und Auszeichnungen
- 1976 LHJMQ West First All-Star Team
- 1978 Bronzemedaille bei der Weltmeisterschaft

## Karrierestatistik

### International
Vertrat Kanada bei:
- Weltmeisterschaft 1978

(Legende zur Spielerstatistik: Sp oder GP = absolvierte Spiele; T oder G = erzielte Tore; V oder A = erzielte Assists; Pkt oder Pts = erzielte Scorerpunkte; SM oder PIM = erhaltene Strafminuten; +/− = Plus/Minus-Bilanz; PP = erzielte Überzahltore; SH = erzielte Unterzahltore; GW = erzielte Siegtore; 1 Play-downs/Relegation; Kursiv: Statistik nicht vollständig)